# Белокоремен стрелоух
Белокоремните стрелоуси (Otonycteris hemprichii) са вид дребни бозайници от семейство Гладконоси прилепи (Vespertilionidae).
Разпространени са в пустините на Северна Африка и Югозападна Азия до Казахстан и северозападните части на Индия. Достигат дължина 73-81 mm и маса 18-20 g. Хранят се главно с паякообразни и правокрили, които улавят на повърхността на земята.